# F1 2016
F1 2016 ist ein von Codemasters entwickeltes Rennspiel, das auf der Formel-1-Weltmeisterschaft 2016 basiert. Es ist der achte Titel in der Codemasters F1-Reihe.
Aufgrund der Lizenz zum Entwickeln von Formel-1-Spielen, die Codemasters besitzt (vorher Sony), sind im Spiel alle 21 Motorsport-Rennstrecken der Saison enthalten, darunter auch der neue Baku City Circuit. Zudem enthält das Spiel alle 11 Teams – darunter auch das neue Haas F1 Team – sowie alle 22 Fahrer der Formel-1-Weltmeisterschaft 2016.

## Wetter
Das Spiel verfügt über ein Wettersystem das sechs verschiedene Wetterarten enthält.
1. Sonnig – Gutes Wetter bei dem Slicks am besten passen.
2. Leicht bewölkt – Gutes Wetter, jedoch meist kälter, weshalb weichere Reifenmischungen am besten passen.
3. Wolkig – Mittelmäßiges Wetter, oft tiefe Temperaturen, wodurch weiche Mischungen am besten passen.
4. Leichter Regen – Schlechtes Wetter bei dem Intermediates am besten passen.
5. Starker Regen – Schlechtes Wetter bei dem Regenreifen am besten passen.
6. Starke Regenfälle, die zu überfluteten Stellen auf der Strecke sorgen – Sehr Schlechtes Wetter, weshalb selbst Regenreifen überlastet werden und das Safety Car rausfährt.

## Streckenliste
Eine Liste mit Links zu jeder Strecke im Spiel
- Albert Park Circuit, Melbourne, Australien.
- Bahrain International Circuit, as-Sachir, Bahrain.
- Shanghai International Circuit, Shanghai, China.
- Sochi Autodrom, Sotschi, Russland.
- Circuit de Barcelona-Catalunya, Barcelona, Spanien.
- Circuit de Monaco, Monaco.
- Circuit Gilles-Villeneuve, Montréal, Kanada.
- Baku City Circuit, Baku, Aserbaidschan 1*.
- Red Bull Ring, Spielberg, Österreich.
- Silverstone Circuit, Silverstone, Vereinigtes Königreich.
- Hungaroring, Budapest, Ungarn.
- Hockenheimring, Hockenheim, Deutschland.
- Circuit de Spa-Francorchamps, Spa, Belgien.
- Autodromo Nazionale di Monza, Monza, Italien.
- Marina Bay Street Circuit, Singapur.
- Sepang International Circuit, Sepang, Malaysia.
- Suzuka International Racing Course, Suzuka, Japan.
- Circuit of The Americas, Austin, USA.
- Autódromo Hermanos Rodríguez, Mexiko-Stadt, Mexiko.
- Autódromo José Carlos Pace, São Paulo, Brasilien.
- Yas Marina Circuit, Yas-Insel, UAE.

## Rezeption
Das Spiel erhielt überwiegend positive Kritiken. Das deutschsprachige Spielemagazin GameStar bescheinigt dem Titel einen deutlichen Qualitätssprung im Vergleich zum Vorgänger F1 2015. Codemasters habe an fast allen Schwächen des vorherigen Titels gearbeitet und vor allem die Präsentation des Karrieremodus sei sehr gut gelungen. Kritisiert wurden allerdings der geringe Umfang, verbesserungswürdige Schadensmodelle und das misslungene Strafensystem.

## Spielmodi
Das Spiel verfügt über einen Schnellstart-Modus, in dem der Spieler ein eigenes Grand-Prix-Wochenende oder eine Saison erstellen kann. Zudem verfügt das Spiel über einen Zeit-Modus, in dem der Spieler andere und eigene Zeiten unterbieten kann. Außerdem existiert ein Karriere-Modus, in dem der Spieler einen eigenen Fahrer erstellen kann.